# Billy Berntsson
Billy Velo Berntsson, född 6 januari 1984 i Karlshamn, är en svensk före detta fotbollsspelare som spelat i Allsvenskan och i Superettan för GIF Sundsvall, Hammarby IF, Malmö FF och Falkenbergs FF.

## Klubbkarriär
Billy Berntsson startade sin karriär i Malmö FF, innan han spelade i Herfølge BK, Falkenbergs FF och GIF Sundsvall. I Sundsvall tackade han nej till en kontraktsförlängning och åkte istället till Skottland för att provträna med Kilmarnock, där han imponerade så mycket så att han erbjöds ett kontrakt.
I januari 2012 gick flyttlasset vidare till Stockholm och Hammarby IF då han signerade ett kontrakt på 2+1 år. Hammarby valde att inte utnyttja optionen om förlängning och Berntsson lämnade klubben efter säsongen 2013.
I april 2014 skrev han på ett tremånaderskontrakt med division 2-klubben FC Rosengård. I juli 2014 skrev han på ett tremånaderskontrakt med Valur i isländska högstaligan.
I januari 2015 skrev han på 1,5 år med maltesiska klubben Qormi FC.

## Landslagskarriär
Berntsson spelade totalt 21 matcher och gjorde ett mål för Sveriges U17-landslag. Han spelade även 14 matcher och gjorde ett mål för Sveriges U19-landslag.